# Aleix II (patriarca de Moscou)
Aleix II (Tallinn, Estònia, 23 de febrer de 1929 - Moscou, Rússia, 5 de desembre de 2008), nascut Aleksei Mikhàilovitx Rídiguer, va ser el setzè Patriarca de Moscou, primat de l'Església Ortodoxa Russa. Igual que el seu successor, Ciril I de Moscou, durant molt de temps fou un oficial del KGB, l'agència de seguretat de la Unió Soviètica.